# Pietre d'inciampo in Liguria

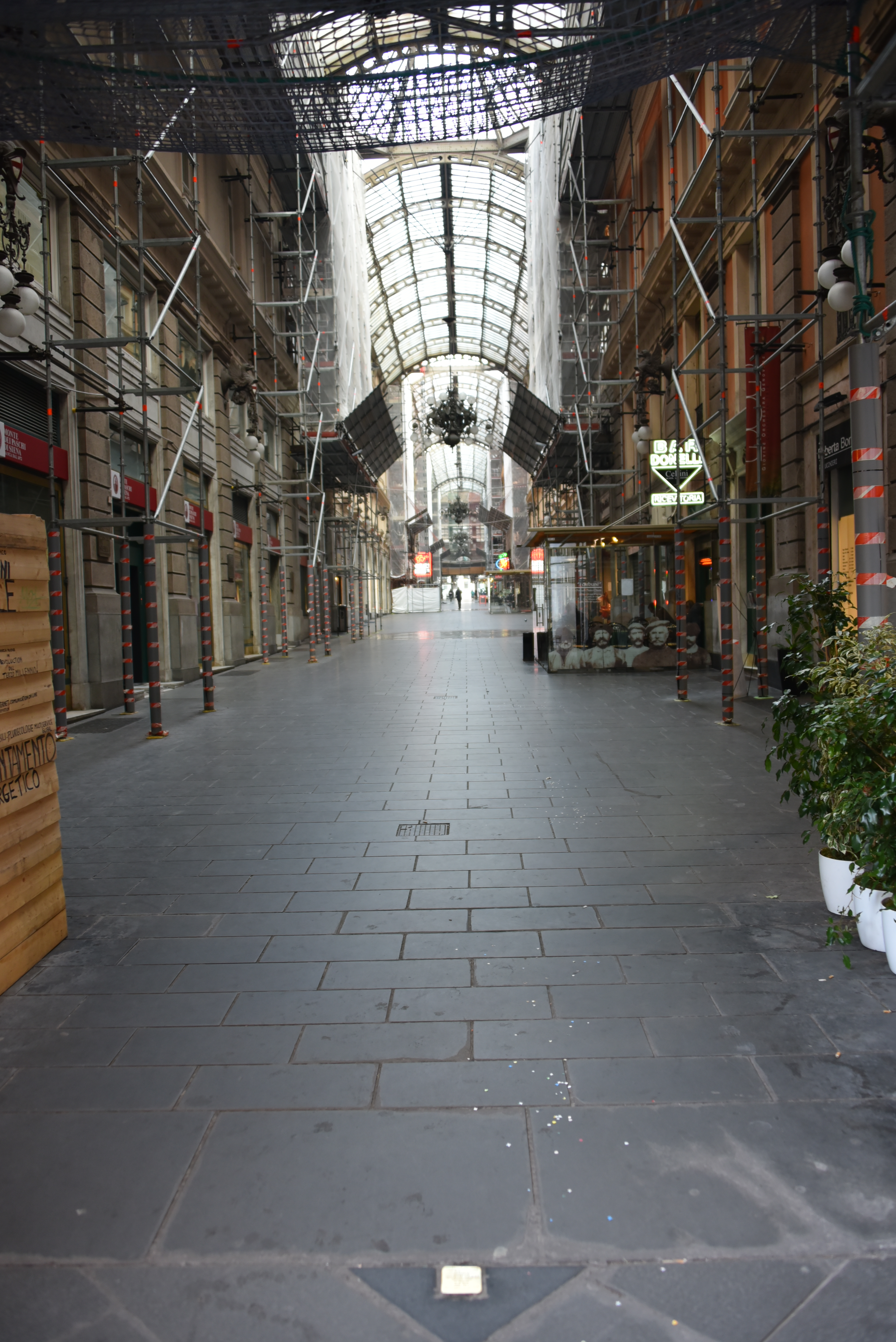
Pietra d'inciampo nella Galleria Mazzini

La lista delle pietre d'inciampo in Liguria contiene l'elenco delle pietre d'inciampo poste in Liguria. Esse commemorano il destino delle vittime liguri della Shoah e di altre vittime del regime nazista. La prima pietra d'inciampo nella regione è stata collocata il 29 gennaio 2012 a Genova per Riccardo Reuven Pacifici. 

## Provincia di Genova

### Genova
Genova accoglie 26 pietre d'inciampo, collocate a partire dal 27 gennaio 2012.
| Pietra d'inciampo | Pietra d'inciampo                                    | Pietra d'inciampo | Pietra d'inciampo | Note biografiche |
| Data di posa      | Luogo di posa                                        | Stolpersteine     | Incisione | Note biografiche |
| ----------------- | ---------------------------------------------------- | ----------------- | --- | --- |
| 29 gennaio 2012   | Galleria Mazzini 44°24′31.77″N 8°56′10.24″E          |                   | QUI È STATO ARRESTATO 3.11.1943 REUVEN RICCARDO PACIFICI RABBINO CAPO DI GENOVA NATO 1904 ASSASSINATO 11.12.1943 AUSCHWITZ | Riccardo Reuven Pacifici (Firenze, 18 febbraio 1904 - Auschwitz, 11 dicembre 1943) rabbino italiano, si prodiga per l'assistenza morale e spirituale ai profughi del campo di raccolta di Ferramonti di Tarsia, a Cosenza. Catturato con l'inganno dai nazisti nel novembre 1943, deportato ad Auschwitz dove muore l'11 dicembre 1943. Stessa sorte per la moglie Wanda Abenaim e altri membri della famiglia. |
| 7 marzo 2013      | Via Roma, 1 44°24′30.8″N 8°56′06.51″E                |                   | GIORGIO LABÒ NATO 1895 CADUTO PER LA LIBERTÀ FUCILATO A ROMA DAI NAZISTI 7 MARZO 1944 MEDAGLIA D'ORO AL VALOR MILITARE     | Giorgio Labò (Modena, 29 maggio 1919 - Roma, 7 marzo 1944), studente di architettura al Politecnico di Milano. Sergente del Genio minatori, dopo l'armistizio dell'8 settembre 1943 entra nella Resistenza. Catturato dalle SS, condotto nel carcere di Via Tasso, torturato e interrogato. Fucilato senza processo insieme a nove altri partigiani da un plotone della Polizia dell'Africa italiana. Dopo la morte gli venne conferita la Medaglia d'oro al valor militare alla memoria. |
| 16 gennaio 2017   | Via Carlo Barabino, 26 44°23′58.69″N 8°57′02.12″E    |                   | QUI ABITAVA ERCOLE DE ANGELIS NATO 1882 CATTURATO 2.10.1944 DEPORTATO FLOSSENBURG ASSASSINATO 18.4.1945                    | Ercole De Angelis (Casale Monferrato, 6 febbraio 1882 - Flossenbürg, 18 aprile 1945), ebreo, figlio di Giuseppe e Eleonora Segré, coniugato con Fortunata Foà. Arrestato a Genova il 2 ottobre 1944, trasferito a Bolzano, deportato poi nel Reich destinato a Flossenbürg, dove muore il 18 aprile 1945. |
| 12 gennaio 2020   | Corso Monte Grappa, 37 44°24′36.92″N 8°56′56.66″E    |                   | QUI ABITAVA ITALO VITALE NATO 1886 ARRESTATO 10.12.1943 DEPORTATO MORTO DURANTE IL TRASPORTO AD AUSCHWITZ                  | Italo Vitale (Genova, 1 agosto 1886 - Auschwitz, ???), figlio di Samuele e Enrichetta De Benedetti. Arrestato a Genova il 10 dicembre 1943, incarcerato a San Vittore a Milano quindi deportato ad Auschwitz dove arriva il 6 febbraio 1944. Non sopravvive alla Shoah. |
| 25 Gennaio 2022   | Salita San Francesco, 7 44°24′41.93″N 8°55′53.42″E   |                   | QUI FU ARRESTATO 7.3.1944 EMANUELE CAVAGLIONE NATO 1880 DEPORTATO AUSCHWITZ ASSASSINATO 30.6.1944                          | Emanuele Cavaglione (Genova, 1880 - Auschwitz, 30 giugno 1944), ebreo, gioielliere, coniugato con Margherita Segre. Rifugiatisi a Firenze sotto falso nome, dopo l'armistizio dell'8 settembre 1943 con l'inganno vengono fatti ritornare a Genova da due delatori. Arrestati, internati nel campo di Fossoli, quindi trasferiti ad Auschwitz. Assassinati al loro arrivo al campo il 30 giugno 1944. |
| 25 Gennaio 2022   | Salita San Francesco, 7 44°24′41.93″N 8°55′53.42″E   |                   | QUI FU ARRESTATA 7.3.1944 MARGHERITA SEGRE CAVAGLIONE NATA 1893 DEPORTATA AUSCHWITZ ASSASSINATA 30.6.1944                  | Margherita Segre Cavaglione (Casale Monferrato, 1893 - Auschwitz, 30 giugno 1944), moglie di Emanuele Cavaglione. Rifugiatisi a Firenze sotto falso nome, dopo l'armistizio dell'8 settembre 1943 con l'inganno vengono fatti ritornare a Genova da due delatori. Arrestati, internati nel campo di Fossoli, quindi trasferiti ad Auschwitz. Assassinati al loro arrivo al campo il 30 giugno 1944. |
| 25 Gennaio 2022   | Via Giovanni Bertora, 6 44°24′44.92″N 8°56′30.05″E   |                   | QUI ABITAVA ALBINO POLACCO NATO 1910 ARRESTATO 3.11.1943 DEPORTATO AUSCHWITZ ASSASSINATO                                   | Albino Polacco (Venezia, 12 maggio 1910 - Auschwitz, ???), figlio di Moise e Cesana Carlotta, coniugato con Linda Polacco. Custode della Sinagoga accanto alla quale ridiede con la famiglia, il 3 novembre 1943 si vede costretto dai nazisti a radunare tutti gli ebrei nel tempio. Arrestato con la famiglia ed insieme ad altri venti ebrei il 3 novembre 1943 dalle SS coadiuvate da militi fascisti, detenuti nel tempio genovese, quindi San Vittore a Milano da dove è deportato, il 6 dicembre 1943 ad Auschwitz. Non sopravvive alla Shoah. |
| 25 Gennaio 2022   | Via Giovanni Bertora, 6 44°24′44.92″N 8°56′30.05″E   |                   | QUI ABITAVA LINDA POLACCO NATO 1916 ARRESTATA 3.11.1943 DEPORTATA AUSCHWITZ ASSASSINATA                                    | Linda Polacco (Genova, 23 luglio 1916 - Auschwitz, ???), figlia di Abramo e Eleonora Polacco, coniugata con Albino Polacco. Arrestata con i famigliari a Genova il 3 novembre 1943 dalle SS coadiuvate da militi fascisti, detenuta nel tempio genovese, quindi San Vittore a Milano da dove è deportata, il 6 dicembre 1943 ad Auschwitz. Non sopravvive alla Shoah. |
| 25 Gennaio 2022   | Via Giovanni Bertora, 6 44°24′44.92″N 8°56′30.05″E   |                   | QUI ABITAVA ROBERTO POLACCO NATO 1937 ARRESTATO 3.11.1943 DEPORTATO AUSCHWITZ ASSASSINATO                                  | Roberto Polacco (Genova, 30 luglio 1937 - Auschwitz, 11 dicembre 1943), figlio di Albino e Linda Polacco. Arrestato con i famigliari a Genova il 3 novembre 1943 dalle SS coadiuvate da militi fascisti, detenuto nel tempio genovese, quindi San Vittore a Milano da dove è deportato, il 6 dicembre 1943 ad Auschwitz. Ucciso all'arrivo ad Auschwitz l'11 dicembre 1943. |
| 25 Gennaio 2022   | Via Giovanni Bertora, 6 44°24′44.92″N 8°56′30.05″E   |                   | QUI ABITAVA CARLO POLACCO NATO 1938 ARRESTATO 3.11.1943 DEPORTATO AUSCHWITZ ASSASSINATO                                    | Carlo Polacco (Genova, 6 ottobre 1938 - Auschwitz, 11 dicembre 1943), figlio di Albino e Linda Polacco. Arrestato con i famigliari a Genova il 3 novembre 1943 dalle SS coadiuvate da militi fascisti, detenuto nel tempio genovese, quindi San Vittore a Milano da dove è deportato, il 6 dicembre 1943 ad Auschwitz. Ucciso all'arrivo ad Auschwitz l'11 dicembre 1943. |
| 24 ottobre 2022   | Via Goffredo Mameli, 1 44°24′43.04″N 8°56′16.64″E    |                   | QUI ABITAVA BRUNO DE BENEDETTI NATO 1911 ARRESTATO 2.12.1943 DEPORTATO AUSCHWITZ ASSASSINATO 31.12.1944 DACHAU-KAUFERING   | Bruno De Benedetti (Pisa, 23 marzo 1911 - Dachau, 31 dicembre 1944), figlio di Gino e Bice Foa, coniugato con Armanda Carola Martelli. Arrestato alla frontiera italo-svizzera, Maslianico il 1º dicembre 1943 in seguito al riconoscimento di un commilitone, insieme agli zii Arturo e Ida Valabrega ed il cugino Luciano. Detenuto a Como quindi Modena prima del trasferimento a Fossoli a cui segue, il 2 agosto 1944 la deportazione ad Auschwitz, matricola n. 120007. Trasferito a Dachau, muore 31 dicembre 1944. |
| 10 gennaio 2024   | Via Dufour, 11R 44°24′58.99″N 8°52′08.7″E            |                   | QUI ABITAVA FRANCESCO MOISELLO NATO 1905 DEPORTATO 1944 FLOSSENBÜRG ASSASSINATO 27.11.1944 HERSBRUCK                       | Francesco Moisello (Genova, 9 marzo 1905 - Hersbruck, 27 novembre 1944), arrestato in quanto collaboratore di partigiani, detenuto a Marassi prima, quindi carcere di San Vittore a Milano, Bolzano, a cui segue la deportazione nel Reich con destinazione Flossenbürg, matricola 21473, classificato "Pol" – (Politisch). Muore a Hersbruck, il 27 novembre 1944. |
| 10 gennaio 2024   | Corso Magenta, 5 44°24′50.42″N 8°56′17.85″E          |                   | QUI ABITAVA IDA FOÀ NATA 1884 ARRESTATA 1.12.1943 DEPORTATA AUSCHWITZ ASSASSINATA 26.2.1944                                | Ida Foà Valabrega (Pesaro, 7 agosto 1884 - Auschwitz, 26 febbraio 1944), figlia di Raffaele e Sofia Valabrega, coniugata con Arturo Valabrega. Arrestata alla frontiera italo-svizzera, Maslianico il 1º dicembre 1943 in seguito a delazione, insieme con il marito Arturo, il figlio Luciano Valabrega e il nipote Bruno De Benedetti. Detenuta a Como quindi Modena prima del trasferimento a Fossoli a cui segue, il 22 febbraio 1944 la deportazione ad Auschwitz. Assassinata all'arrivo al campo il 26 febbraio 1944. |
| 10 gennaio 2024   | Corso Magenta, 5 44°24′50.42″N 8°56′17.85″E          |                   | QUI ABITAVA ARTURO VALABREGA NATO 1894 ARRESTATO 1.12.1943 DEPORTATO AUSCHWITZ ASSASSINATO 4.5.1944                        | Arturo Valabrega (genova, 21 febbraio 1894 - Auschwitz, 4 maggio 1944), figlio di Davide e Fortunata Nuna Jona, coniugato con Ida Foà. Arrestato alla frontiera italo-svizzera, Maslianico il 1º dicembre 1943 in seguito a delazione, insieme con la moglie Ida, il figlio Luciano Valabrega e il nipote Bruno De Benedetti. Detenuto a Como quindi Modena prima del trasferimento a Fossoli a cui segue, il 22 febbraio 1944 la deportazione ad Auschwitz, matricola n. 174560, morto al campo il 4 maggio 1944. |
| 10 gennaio 2024   | Corso Magenta, 5 44°24′50.42″N 8°56′17.85″E          |                   | QUI ABITAVA LUCIANO VALABREGA NATO 1921 ARRESTATO 1.12.1943 DEPORTATO AUSCHWITZ ASSASSINATO 6.4.1945 FLOSSENBÜRG           | Luciano Valabrega (Genova, 17 settembre 1921 - Flossenbürg, 6 aprile 1945), figlio di Arturo e Ida Foà. Arrestato alla frontiera italo-svizzera, Maslianico il 1º dicembre 1943 in seguito a delazione, insieme con i genitori ed il cugino Bruno De benedetti. Detenuto a Como quindi Modena prima del trasferimento a Fossoli a cui segue, il 22 febbraio 1944 la deportazione ad Auschwitz, matricola n 174561. Deceduto a Flossenbürg il 6 aprile 1945. |
| 10 gennaio 2024   | via Padre Semeria, 21 44°24′16.8″N 8°58′20.8″E       |                   | QUI ABITAVA GIORGINA MILANI NATA 1886 ARRESTATA 12.10.1944 DEPORTATA AUSCHWITZ ASSASSINATA 28.10.1944                      | Giorgina Milani (Roma, 20 marzo 1886 - Auschwitz, 28 ottobre 1944), figlia di Davide e Sofia Del Monte, coniugata con Ettore Sonnino, madre di Bice, Maria Luisa, Giorgio, Roberto, Roberto Sonnino. Subisce con la famiglia le angherie antisemite successive alle Leggi razziali fasciste del 1938. Dopo l'armistizio dell'8 settembre 1943 rimane nascosta a Genova per nove mesi, fino all'arresto, per delazione, di tutta la famiglia Sonnino avvenuto il 12 ottobre 1944. Detenuta prima a Genova quindi Bolzano da dove, il 24 ottobre è deportata nel Reich con destinazione Auschwitz. Assassinata all'arrivo al campo, 28 ottobre 1944. Della famiglia Sonnino solo la figlia Piera sopravvive alla Shoah. |
| 10 gennaio 2024   | via Padre Semeria, 21 44°24′16.8″N 8°58′20.8″E       |                   | QUI ABITAVA ETTORE SONNINO NATO 1880 ARRESTATO 12.10.1944 DEPORTATO AUSCHWITZ ASSASSINATO 28.10.1944                       | Ettore Sonnino (Napoli, 17 aprile 1880 - Auschwitz, 28 ottobre 1944), figlio di Giuseppe e Ester Di Cave, coniugato con Giorgina Milani. Arrestato a Genova il 12 ottobre 1944, detenuto prima a Genova quindi Bolzano da dove, il 24 ottobre è deportato nel Reich con destinazione Auschwitz. Assassinato all'arrivo al campo, 28 ottobre 1944. |
| 10 gennaio 2024   | via Padre Semeria, 21 44°24′16.8″N 8°58′20.8″E       |                   | QUI ABITAVA BICE SONNINO NATA 1923 ARRESTATA 12.10.1944 DEPORTATA AUSCHWITZ ASSASSINATA 16.1.1945 NEUENGAMME               | Bice Sonnino (Milano, 16 giugno 1923 - Neuengamme, 16 gennaio 1945), figlia di Ettore e Giorgina Milani, Arrestata a Genova il 12 ottobre 1944, detenuta prima a Genova quindi Bolzano da dove, il 24 ottobre è deportata nel Reich con destinazione Auschwitz. Trasferita a Neuengamme, muore il 16 gennaio 1945. |
| 10 gennaio 2024   | via Padre Semeria, 21 44°24′16.8″N 8°58′20.8″E       |                   | QUI ABITAVA MARIA LUISA SONNINO NATA 1920 ARRESTATA 12.10.1944 DEPORTATA AUSCHWITZ ASSASSINATA 20.3.1945 FLOSSENBÜRG       | Maria Luisa Sonnino (Napoli, 8 ottobre 1920 - Flossenbürg, 20 marzo 1945), figlia di Ettore e Giorgina Milani. Arrestata a Genova il 12 ottobre 1944, detenuta prima a Genova quindi Bolzano da dove, il 24 ottobre è deportata nel Reich con destinazione Auschwitz. Trasferita a Flossenbürg, muore il 20 marzo 1945. |
| 10 gennaio 2024   | via Padre Semeria, 21 44°24′16.8″N 8°58′20.8″E       |                   | QUI ABITAVA GIORGIO SONNINO NATO 1925 ARRESTATO 12.10.1944 DEPORTATO AUSCHWITZ MORTO 12.2.1945                             | Giorgio Sonnino (Milano, 9 luglio 1925 - Auschwitz, 12 febbraio 1945), figlio di Ettore e Giorgina Milani. Arrestato a Genova il 12 ottobre 1944, detenuto prima a Genova quindi Bolzano da dove, il 24 ottobre è deportato nel Reich con destinazione Auschwitz dove muore il 12 febbraio 1945. |
| 10 gennaio 2024   | via Padre Semeria, 21 44°24′16.8″N 8°58′20.8″E       |                   | QUI ABITAVA ROBERTO SONNINO NATO 1918 DEPORTATO AUSCHWITZ MORTO 12.2.1945                                                  | Roberto Sonnino (Napoli, 5 giugno 1918 - Auschwitz, 12 febbraio 1945), figlio di Ettore e Giorgina Milani. Arrestato a Genova il 12 ottobre 1944, detenuto prima a Genova quindi Bolzano da dove, il 24 ottobre è deportato nel Reich con destinazione Auschwitz dove muore il 12 febbraio 1945. |
| 10 gennaio 2024   | via Padre Semeria, 21 44°24′16.8″N 8°58′20.8″E       |                   | QUI ABITAVA PAOLO SONNINO NATO 1917 DEPORTATO AUSCHWITZ ASSASSINATO                                                        | Paolo Sonnino (Napoli, 8 gennaio 1917 - Auschwitz, ???), figlio di Ettore e Giorgina Milani. Arrestato a Genova il 12 ottobre 1944, detenuto prima a Genova quindi Bolzano da dove, il 24 ottobre è deportato nel Reich con destinazione Auschwitz. Non sopravvive alla Shoah. |
| 10 gennaio 2024   | via Felice Cavallotti, 11 44°24′01.13″N 8°56′52.35″E |                   | QUI ABITAVA MARCO RIGNANI NATO 1910 ARRESTATO 3.11.1943 DEPORTATO AUSCHWITZ ASSASSINATO                                    | Marco Rignani (Genova, 29 maggio 1910 - Auschwitz, ???), figlio di Eugenio e Rosina De Benedetti. Arrestato a Genova nel corso del rastrellamento della Sinagoga il 3 novembre 1943 dalle SS coadiuvate da militi fascisti, detenuto nel tempio genovese, quindi carcere di Marassi, San Vittore a Milano da dove è deportato, il 6 dicembre 1943 ad Auschwitz. Non sopravvive alla Shoah. |
| 10 gennaio 2024   | via Casaregis, 4A 44°24′01.13″N 8°56′52.35″E         |                   | QUI ABITAVA BELLINA ORTONA NATO 1876 ARRESTATA 2.2.1944 DEPORTATA AUSCHWITZ ASSASSINATA 28.2.1944                          | Bellina Ortona (Casale Monferrato, 24 febbraio 1874 - Auschwitz, 26 febbraio 1944), detta Adele, figlia di Allegro e Speranza Luzzati. Arrestata a Genova il 7 febbraio 1944, trasferita a Fossoli quindi deportata nel Reich con destinazione Auschwitz. Assassinata al suo arrivo al campo, 26 febbraio 1944. |
| 21 febbraio 2024  | Via Bruno Buozzi, 18 44°24′54.51″N 8°54′51.91″E      |                   | QUI ABITAVA ORAZIO ROBELLO NATO 1914 DEPORTATO 1944 FLOSSENBÜRG ASSASSINATO 24.12.1944                                     | Orazio Robello (Genova, 1914 - Flossenbürg, 24 dicembre 1944), soldato della Marina, coniugato, un figlio. Arrestato dai nazisti nel luglio del 1944. Detenuto a San Vittore a Milano dal cui Binario 21 della Stazione Centrale è deportato nel Reich con destinazione Flossenbürg dove muore alla vigilia del Natale 1944. |
| 21 marzo 2025     | Via XX Settembre, 119R 44°24′21.63″N 8°56′23.71″E    |                   | QUI LAVORAVA CESARE POMPILIO NATO 1912 ARRESTATO APR.1944 INTERNATO FOSSOLI ASSASSINATO 12.7.1944 CIBENO DI CARPI          | Cesare Pompilio (Trieste, 1912 - Poligono di tiro di Cibeno, Carpi, 12 luglio 1944), trasferitosi a Genova frequenta il liceo Doria, la Società Genovese di scherma. Arrestato a Genova nell’aprile del 1944 da un ufficiale tedesco, condotto alla Casa dello studente e torturato prima della carcerazione a Marassi e quindi, a fine maggio, trasferito a Fossoli dove è assassinato il 12 luglio 1944, insieme agli altri martiri, in quello che conosciamo come eccidio di Fossoli. La società schermistica genovese oggi porta il suo nome. |

### Ronco Scrivia
La città di Ronco Scrivia accoglie ufficialmente una pietra d'inciampo.
| Pietra d'inciampo | Pietra d'inciampo                            | Pietra d'inciampo | Pietra d'inciampo                                                                                  | Note biografiche |
| Data di posa      | Luogo di posa                                | Stolpersteine     | Incisione                                                                                          | Note biografiche |
| ----------------- | -------------------------------------------- | ----------------- | -------------------------------------------------------------------------------------------------- | --- |
| 12 gennaio 2020   | Via Filippo Corridoni 44.614001°N 8.947025°E |                   | QUI ABITAVA GIOVANNI CARMINATI NATO 1916 ARRESTATO 10.4.1944 DEPORTATO GUSEN ASSASSINATO 29.1.1945 | Giovanni Battista Carminati (Brembilla, 9 agosto 1916 - Gusen, 29 gennaio 1945), contadino, figlio di Giovanni Carminati. Arrestato il 10 aprile 1945 lungo la strada provinciale tra Isola del Cantone e Vobbia, in provincia di Genova, da soldati tedeschi che tornavamo dal rastrellamento della Benedicta, fu caricato sul convoglio che partiva per Mauthausen. Morì il 29 gennaio 1945 nel sottocampo di Gusen |

## Provincia di Imperia

### Bordighera
| Pietra d'inciampo | Pietra d'inciampo                                                               | Pietra d'inciampo | Pietra d'inciampo                                                                                                | Note biografiche |
| Data di posa      | Luogo di posa                                                                   | Stolpersteine     | Incisione | Note biografiche |
| ----------------- | ------------------------------------------------------------------------------- | ----------------- | --- | --- |
| 29 aprile 2025    | Via Nazario Sauro incrocio via Vittorio Emanuele III° 43°46′41.3″N 7°40′04.84″E |                   | QUI ABITAVA ETTORE RENACCI NATO 1907 ARRESTATO 23.5.1944 INTERNATO FOSSOLI ASSASSINATO 12.7.1944 CIBENO DI CARPI | Ettore Renacci (Bordighera, 6 gennaio 1907 - Fossoli, 12 luglio 1944), calzolaio, antifascista, aiitivista comunista, coniugato con Maria Gatto. Dopo l'armistizio dell'8 settembre 1943 è tra gli organizzatore delle prime formazioni partigiane e del CLN locale. Arrestato il 23 maggio 1944, trasferito al Carcere di Marassi subisce brutali interrogatori prima dell'internamento a Fossoli. È tra le vittime dell'Eccidio di Fossoli del 12 luglio 1944. |

### Imperia
A Imperia si trovano 19 pietre d'inciampo, posate a partire dal 27 gennaio 2022.
| Pietra d'inciampo | Pietra d'inciampo                                                                                            | Pietra d'inciampo | Pietra d'inciampo                                                                                               | Note biografiche                                                                                               |
| Data di posa      | Luogo di posa                                                                                                | Stolpersteine     | Incisione | Note biografiche                                                                                               |
| ----------------- | --- | ----------------- | --- | --- |
| 27 gennaio 2022   | Via Lungomare Colombo, 104 località Borgo Prino 43°52′12.51″N 8°00′21.39″E                                   |                   | QUI ABITAVA ELENA CATERINA MORAGLIA NATO 1908 DEPORTATA ASSASSINATA 5.4.1945 MÜHLDORF                           | Elena Caterina Moraglia (Porto Maurizio, 24 aprile 1908 - Mühldorf, 5 aprile 1945)                             |
| 2 febbraio 2022   | Viale Matteotti 14, località Porto Maurizio 43°52′40.3″N 8°00′57.5″E                                         |                   | QUI ABITAVA ENRICO SERRA NATO 1921 DEPORTATO MAUTHAUSEN ASSASSINATO 2.2.1945                                    | Enrico Serra (Porto Maurizio, 4 maggio 1921 - Mauthausen, 2 febbraio 1945), fratello di Nicola Serra.          |
| 2 febbraio 2022   | Viale Matteotti 14, località Porto Maurizio 43°52′40.3″N 8°00′57.5″E                                         |                   | QUI ABITAVA NICOLA SERRA NATO 1918 DEPORTATO MAUTHAUSEN ASSASSINATO 21.11.1944                                  | Nicola Angelo Serra (Porto Maurizio], 2 luglio 1918 - Mauthausen, 21 novembre 1944), fratello di Enrico Serra. |
| 2 febbraio 2022   | Via Domenico Brizio, 5 località Montegrazie 43°55′07.65″N 7°59′01.92″E                                       |                   | QUI ABITAVA LORENZO BESSONE NATO 1922 INTERNATO STALAG V B VILLIGEN DECEDUTO 22.6.1945 WEINGARTEN               | Lorenzo Bessone (Montegrazie, 15 giugno 1922 - Weingarten, 22 giugno 1945)                                     |
| 2 febbraio 2022   | Piazza Ricci, 8 località Porto Maurizio 43°52′36.07″N 8°00′47.66″E                                           |                   | QUI ABITAVA BRUNO GAZZANO NATO 1924 DEPORTATO FLOSSENBÜRG ASSASSINATO 22.2.1945 HERSBRUK                        | Bruno Gazzano (Roma, 19 febbraio 1924 - Hersbruck, 22 febbraio 1945)                                           |
| 2 febbraio 2022   | Domenico Bruno, 113 43°53′40.64″N 8°00′33.79″E                                                               |                   | QUI ABITAVA DOMENICO ACQUARONE NATO 1910 INTERNETO STALAG XIIIC HAMMELBURG ASSASSINATO 24.2.1944 SCHWEINFURT    | Domenico Acquarone (Porto Maurizio, 12 gennaio 1910 - Schweinfurt, 24 febbraio 1944)                           |
| 2 febbraio 2022   | Via Sant'Antonio, 5 località Caramagnetta 43°52′37.1″N 8°01′06.41″E                                          |                   | QUI ABITAVA GIOVANNI BATTISTA LAGORIO NATO 1887 DEPORTATO MAUTHAUSEN ASSASSINATO 28.3.1945                      | Giovanni Battista Lagorio (Piani, 17 luglio 1890 - Mauthausen, 28 marzo 1945)                                  |
| 2 febbraio 2022   | Via Principale, 68 località Piani 43°52′49.4″N 7°58′51.84″E                                                  |                   | QUI ABITAVA ENRICO CORRADI NATO 1909 INTERNATO STALAG VIII A GÖRLITZ ASSASSINATO 20.2.1944                      | Enrico Corradi (Piani, 1 novembre 1909 - Görlitz, 20 febbraio 1944)                                            |
| 3 febbraio 2022   | Via Costantino de Magny, 6 località Oneglia 43°53′15.15″N 8°02′23.51″E                                       |                   | QUI ABITAVA NICOLINO SAVASTA NATO 1910 DEPORTATO KAUFERING ASSASSINATO 26.3.1945 LANDSBERG AM LECH              | Nicolino Savasta (Oneglia, 20 giugno 1910 - Landsberg am Lech, 26 marzo 1945)                                  |
| 3 febbraio 2022   | Via Pellegrina Amoretti, 23 località Oneglia 43°53′19.91″N 8°02′36″E                                         |                   | QUI ABITAVA CURZIO PICILOCCO NATO 1920 INTERNATO STALAG XXB MARIENBURG ASSASSINATO 20.10.1944 GDYNIA/GOTENHAFEN | Curzio Picilocco (Imperia, 4 febbraio 1920 - Gdynia, 20 ottobre 1944                                           |
| 3 febbraio 2022   | Via San Giovanni, 11 località Oneglia 43°53′19.74″N 8°02′32.22″E                                             |                   | QUI ABITAVA RICCARDO SALA NATO 1924 ARRESTATO 8.9.1943 DEPORTATO NEUMARKT ASSASSINATO 10.5.1944                 | Riccardo Sala (Imperia, 13 aprile 1924 - Neumarkt, 10 maggio 1944)                                             |
| 3 febbraio 2022   | Via Santa Lucia, 29-31 località Oneglia, all'inizio scalinata per via Don Minzoni 43°53′24.26″N 8°02′44.83″E |                   | QUI ABITAVA UMBERTO ATTILIO MORANDINI NATO 1898 DEPORTATO DACHAU ASSASSINATO 22.2.1945                          | Umberto Attilio Morandini (Sustinente, 11 gennaio 1898 - Dachau, 22 febbraio 1945)                             |
| 3 febbraio 2022   | Piazza Rossini, 6 località Oneglia 43°53′25″N 8°02′27″E                                                      |                   | QUI ABITAVA NINO ANGELO LIGUORINI NATO 1919 ARRESTATO 9.9.1943 ASSASSINATO 19.3.1944 DORTMUND                   | Nino Angelo Liguorini (Oneglia, 1º maggio 1919 - Dortmund, 19 marzo 1944)                                      |
| 3 febbraio 2022   | Via Nazionale, 132 località Castelvecchio 43°54′09.61″N 8°01′50.09″E                                         |                   | QUI ABITAVA ELISEO SCARATO NATO 1923 DEPORTATO ZÜSCHEN ASSASSINATO 23.12.1944                                   | Eliseo Scarato (Oneglia, 5 giugno 1923 - Zöschen, 23 dicembre 1944)                                            |
| 3 febbraio 2022   | Via Cesare Battisti, 27 località Castelvecchio 43°54′00.32″N 8°02′06.23″E                                    |                   | QUI ABITAVA NATALE MARIO STROPPA NATO 1913 DEPORTATO ASSASSINATO 10.2.1945 LÜDENSCHEID                          | Natale Mario Stroppa (Imperia, 4 aprile 1913 - Lüdenscheid, 10 febbraio 1945)                                  |
| 4 febbraio 2022   | Via San Maurizio, 39 località Porto Maurizio 43°52′34.38″N 8°00′54.86″E                                      |                   | QUI ABITAVA RENATO BASSO NATO 1921 DEPORTATO PÍSEK ASSASSINATO 9.10.1944 WRASCH                                 | Renato Basso (Porto Maurizio, 6 gennaio 1921 - Písek, 9 ottobre 1944)                                          |
| 4 febbraio 2022   | Via Porta Nuova, 1 località Porto Maurizio 43°54′09.61″N 8°01′50.09″E                                        |                   | QUI ABITAVA CARLO ERICARIO NATO 1907 DEPORTATO MAUTHAUSEN ASSASSINATO 28.8.1944                                 | Carlo Ericario (Porto Maurizio, 24 giugno 1907 - Mauthausen, 28 agosto 1944)                                   |
| 4 febbraio 2022   | Corso Garibaldi, 1 località Porto Maurizio 43°52′37.9″N 8°00′57.92″E                                         |                   | QUI ABITAVA DANTE NOVARO NATO 1912 DEPORTATO MAUTHAUSEN ASSASSINATO 20.4.1945                                   | Dante Novaro (Porto Maurizio, 22 gennaio 1912 - Mauthausen, 20 aprile 1945)                                    |
| 29 aprile 2022    | Viale Mazzini, 76 località Porto Maurizio 43°52′33.13″N 8°00′40.72″E                                         |                   | QUI ABITAVA ANGIOLETTO CALSAMIGLIA NATO 1920 DEPORTATO GUSEN ASSASSINATO 23.8.1944                              | Angioletto Calsamiglia (Porto Maurizio, 5 marzo 1920 - Gusen, 23 agosto 1944)                                  |

### Sanremo
A Sanremo sono posate 11 pietre d'inciampo.
| Pietra d'inciampo | Pietra d'inciampo                                              | Pietra d'inciampo | Pietra d'inciampo                                                                                                | Note biografiche |
| Data di posa      | Luogo di posa                                                  | Stolpersteine     | Incisione | Note biografiche |
| ----------------- | -------------------------------------------------------------- | ----------------- | --- | --- |
| 28 gennaio 2022   | Via Giardini di Vittorio Veneto, 10 43°49′23.21″N 7°50′22.55″E |                   | QUI ABITAVA EDVIGE NORZI NATA 1879 ARRESTATA 26.11.1943 DEPORTATA AUSCHWITZ ASSASSINATA 11.12.1943               | Edvige Norzi (Vercelli, 18 febbraio 1879 - Auschwitz, 11 dicembre 1943), figlia di Salomone, coniugata con Vittorio Ottolenghi. Non è sopravvissuta alla Shoah.                                           |
| 28 gennaio 2022   | Via Giardini di Vittorio Veneto, 10 43°49′23.21″N 7°50′22.55″E |                   | QUI ABITAVA VITTORIO OTTOLENGHI NATO 1874 ARRESTATO 26.11.1943 DEPORTATO AUSCHWITZ ASSASSINATO 11.12.1943        | Vittorio Ottolenghi (Alessandria, 18 gennaio 1874 - Auschwitz, 11 dicembre 1943), figlio di Gershon e Rachele Pugliese, coniugato con Edvige Norzi. Non è sopravvissuto alla Shoah.                       |
| 28 gennaio 2022   | Via Vittorio Veneto, 10 43°49′23.09″N 7°50′22.59″E             |                   | QUI ABITAVA LODOVICO ORVIETO NATO 1882 ARRESTATO DEPORTATO AUSCHWITZ ASSASSINATO 11.12.1943                      | Lodovico Orvieto (Roma, 15 settembre 1892 - Auschwitz, 11 dicembre 1943), coniugato con Ines Pacifici, due figli. Non è sopravvissuto alla Shoah.                                                         |
| 28 gennaio 2022   | Via Vittorio Veneto, 10 43°49′23.09″N 7°50′22.59″E             |                   | QUI ABITAVA INES PACIFICI NATA 1889 ARRESTATA 26.11.1943 DEPORTATA AUSCHWITZ ASSASSINATA 11.12.1943              | Ines Pacifici (Firenze, 30 aprile 1889 - Auschwitz, 11 dicembre 1943), coniugata con Lodovico Orvieti, due figli. Non è dopravvissuta alla Shoah.                                                         |
| 28 gennaio 2022   | Corso Garibaldi, 138 43°49′13.38″N 7°46′53.98″E                |                   | QUI ABITAVA GUIDO NORZI NATO 1886 ARRESTATO 26.11.1943 DEPORTATO AUSCHWITZ ASSASSINATO 11.12.1943                | Guido Norzi (Vercelli, 5 settembre11886 - Auschwitz, 11 dicembre 1943), figlio di Moise e Evelina Momigliano, coniugato con Amalia Segre, genitore di Anna Luciana Norzi. Non è dopravvissuto alla Shoah. |
| 28 gennaio 2022   | Corso Garibaldi, 138 43°49′13.38″N 7°46′53.98″E                |                   | QUI ABITAVA ANNA LUCIANA NORZI NATA 1931 ARRESTATA 26.11.1943 DEPORTATA AUSCHWITZ ASSASSINATA 11.12.1943         | Anna Luciana Norzi (Casale Monferrato, 27 aprile 1931 - Auschwitz, 11 dicembre 1943), figlia di Guido e Amalia Segre. Non è sopravvissuta alla Shoah.                                                     |
| 4 aprile 2024     | Corso Garibaldi, 138 43°49′13.38″N 7°46′53.98″E                |                   | QUI ABITAVA VITTORINA SEGRE NATO 1891 ARRESTATA 26.11.1942 DEPORTATA AUSCHWITZ ASSASSINATA 11.12.1943            | Vittorina Segre (Livorno, 20 gennaio 1908 - Auschwitz, 11 dicembre 1943), figlia di Emanuele e Olimpia Treves, coniugata con Rodolfo Foà.Non è sopravvissuta alla Shoah.                                  |
| 4 aprile 2024     | Corso Orazio Raimondo, 41 43°49′06.21″N 7°46′48.98″E           |                   | QUI ABITAVA SARA FRANCO NATA 1874 ARRESTATA 31.1.1944 DEPORTATA AUSCHWITZ ASSASSINATA 10.1.1944                  | Sara Franco (Istambul, 23 luglio 1874 - Auschwitz, 10 gennaio 1944), figlia di Abramo e Elvira Schnur. Non è sopravvissuta alla Shoah.                                                                    |
| 4 aprile 2024     | Via Volturno, 19 43°49′01.62″N 7°46′40.77″E                    |                   | QUI ABITAVA GIULIO OSIMO NATO 1886 ARRESTATO 25.11.1943 DEPORTATO AUSCHWITZ ASSASSINATA 11.12.1943               | Giulio Osimo (Turro, 7 febbraio 1886 - Auschwitz, 11 dicembre 1943), figlio di Raffaele e Debora Osimo. Non è sopravvissuto alla Shoah.                                                                   |
| 4 aprile 2024     | Via Gioberti, 25 43°48′59.04″N 7°46′36.48″E                    |                   | QUI ABITAVA GIUSEPPE BOHOR JERUSALAIMI NATO 1878 ARRESTATO 25.11.1943 DEPORTATO AUSCHWITZ ASSASSINATO 11.12.1943 | Giuseppe Bohor Jerusalaimi (Rodi, 27 marzo 1878 - Auschwitz, 11 dicembre 1943), figlio di Nissim e Malcunna Israel, coniugato con Rosa Hananel. Non è sopravvissuto alla Shoah.                           |
| 4 aprile 2024     | Via Natteotti, 101 43°48′58.75″N 7°46′30.53″E                  |                   | QUI ABITAVA IRMA NEUFELD NAT 1909 ARRESTATA 26.11.1943 DEPORTATA AUSCHWITZ ASSASSINATA 11.12.1943                | Irma Neufeld (Vienna, 24settembre 1909 - Auschwitz, 11 dicembre 1943), figlia di Ferdinando. Non è sopravvissuta alla Shoah.                                                                              |

### Ventimiglia
A Ventimiglia si trovano tre pietre d'inciampo posate tra il 2022 e 2025.
| Pietra d'inciampo | Pietra d'inciampo                          | Pietra d'inciampo | Pietra d'inciampo                                                                                                  | Note biografiche |
| Data di posa      | Luogo di posa                              | Stolpersteine     | Incisione | Note biografiche |
| ----------------- | ------------------------------------------ | ----------------- | --- | --- |
| 27 gennaio 2022   | Via Cavour                                 |                   | QUI COMMERCIAVA ETTORE BASSI NATO 1887 ARRESTATO 26.11.1943 DEPORTATO AUSCHWITZ ASSASSINATO 11.12.1943             | Ettore Bassi (Pola, 10 ottobre 1887 - Auschwitz, 11 dicembre 1943), figlio di Giacomo, coniugato con Ester Segre. Non è sopravvissuto alla Shoah. |
| 27 gennaio 2022   | Via Cavour                                 |                   | QUI COMMERCIAVA MARCO BASSI NATO 1916 ARRESTATO 26.11.1943 DEPORTATO AUSCHWITZ ASSASSINATO 11.12.1943              | Marco Bassi (Nizza, 26 luglio 1916 - Auschwitz, 4 febbraio 1944), figlio di Ettore e Ester Segre. Non è sopravvissuto alla Shoah. |
| 19 maggio 2025    | Piazza Colletta 43°47′34.05″N 7°35′58.23″E |                   | QUI ABITAVA GIUSEPPE PALMERO NATO 1924 ARRESTATO 23.5.1944 INTERNATO FOSSOLI ASSASSINATO 12.7.1944 CIBENO DI CARPI | Giuseppe Palmero (Ventimiglia, 3 giugno 1924 - Poligono di tiro di CibenoCarpi, 12 luglio 1944), ferroviere, celibe, membro del gruppo "Giovine Italia" associazione clandestina repubblicana con la missione di boicottaggio del transito ferroviario di materiale bellico tra Francia e Italia. Organizzazione decapitata per delazione tra il 22 e 23 maggio 1944; Giuseppe è tra gli arrestati e incarcerato prima ad Oneglia quindi Genova, infine internato a Fossoli intorno al 6 giugno. È tra le vittime dell'Eccidio di Fossoli del 12 luglio 1944. |

## Provincia di La Spezia

### La Spezia
La città di La Spezia ospita 22 pietre d'inciampo.
| Pietra d'inciampo | Pietra d'inciampo                                                                   | Pietra d'inciampo | Pietra d'inciampo | Note biografiche |
| Data di posa      | Luogo di posa                                                                       | Stolpersteine     | Incisione | Note biografiche |
| ----------------- | ----------------------------------------------------------------------------------- | ----------------- | --- | --- |
| 29 gennaio 2024   | Piazza Garibaldi, 2 44°06′29.54″N 9°49′01.94″E                                      |                   | QUI ABITAVA UMBERTO ALFREDO RIGHETTI NATO 1892 ARRESTATO 8.8.1944 DEPORTATO MAUTHAUSEN ASSASSINATO 6.1.1945 GUSEN         | Alfredo Righetti (???, 1892 - Gusen, 6 gennaio 1945), genitore di Giorgio Righetti partigiano nelle file di Giustizia e Libertà, è arrestato al posto del figlio dai fascisti l’8 agosto 1944 insieme alla moglie Zita Calzetta. Alfredo e la moglie detenuti prima nel carcere cittadino "Villa Andreino", quindi trasferiti al carcere genovese di Marassi, a cui segue il campo di Bolzano dove la moglie rimane trattenuta fino alla liberazione, mentre Alfredo è deportato nel Reich, destinato a Mauthausen. Assassinato a Gusen il 6 gennaio 1945. |
| 29 gennaio 2024   | Via Roma, 106 44°06′26.73″N 9°48′58.72″E                                            |                   | QUI ABITAVA DARIO DERCHI NATO 1893 ARRESTATO 25.11.1944 DEPORTATO MAUTHAUSEN ASSASSINATO 7.3.1945 GUSEN                   | Dario Derchi (???, 1893 - Gusen, 25 novembre 1945), commerciante, arrestato il 25 novembre 1944 con l’accusa di sostenere i partigiani, detenuto prima nelle stanze della caserma cittadina sede del XXI Reggimento Fanteria, dopo l'armistizio dell'8 settembre 1943 adibita dai militi delle Brigate Nere a luogo di tortura, trasferito quindi al carcere genovese di Marassi, a cui segue Bolzano, da dove il primo febbraio 1945 è deportato a Mauthausen. Assassinato a Gusen il 7 marzo 1945. |
| 29 gennaio 2024   | Via Raffaele De Nobili, 79 44°06′22.8″N 9°49′05.8″E                                 |                   | QUI ABITAVA AMELIA GIARDINI PAGANINI NATA 1882 ARRESTATA 3.7.1944 DEPORTATA RAVENSBRÜCK ASSASSINATA 1.1.1945              | Amelia Giardini Paganini (???, 1882 - Ravensbrück, 1 gennaio 1945), madre di Alfredo Paganini. Antifascista, attiva nelle associazioni cattoliche femminili spezzine, dopo l'armistizio dell'8 settembre 1943 offre sostegno e ospitalità ai partigiani. In seguito alla cattura del figlio partigiano, la notte del 2 luglio 1944 è arrestata in casa insieme alle due figlie e con loro trasferita al carcere Villa Andreino, a cui segue il trasferimento a Bolzano e da lì la deportazione nel Reich con destinazione Ravensbrück dove muore il 1º gennaio 1945. Stessa tragica sorte per il figlio Alfredo. |
| 29 gennaio 2024   | Via Raffaele De Nobili, 79 44°06′22.8″N 9°49′05.8″E                                 |                   | QUI ABITAVA ALFREDO PAGANINI NATO 1918 ARRESTATO 2.7.1944 DEPORTATO FLOSSENBÜRG ASSASSINANTO 8.12.1944 HERSBRUCK          | Alfredo Paganini (???, 1918 - Hersbruck, 8 dicembre 1944), partigiano, figlio di Amelia Giardini, laureando in medicina presso l’Università di Genova, aderisce alla Resistenza, come il fratello maggiore Alberto, entrando nella formazione di Giustizia e Libertà della IV Zona operativa al comando del colonnello Fontana. In seguito a delazione è catturato dai fascisti il 2 luglio 1944 in occasione del suo discesa in città per procurarsi dei medicinali. Detenuto a Villa Andreino prima del trasferimento a Genova dove subisce sevizie e torture, quindi Fossoli, Bolzano da cui è deportato nel Reich. Assassinato nel sottocampo di Hersbruck l'8 dicembre 1944. Identica tragica sorte per la madre Amelia. |
| 29 gennaio 2024   | Via dei Mille angolo Via Cavour 44°06′21.9″N 9°49′01.4″E                            |                   | QUI FU ARRESTATA 2.2.1944 ELVIRA FINZI NATA 1873 DEPORTATA AUSCHWITZ ASSASSINTA 26.2.1944                                 | Elvira Finzi (Correggio, 16 agosto 1873 - Auschwitz, 28 febbraio 1944), figlia di Leone e Vittoria Sacerdoti, famiglia ebrea, gestisce un'edicola di giornali fino all'arresto, il 2 febbraio 1944. Dal campo di Fossoli il 22 febbraio è deportata ad Auschwitz. Assassinata al suo arrivo al campo, 26 febbraio 1944. |
| 29 gennaio 2024   | Corso Nazionale, 348 44°07′10.46″N 9°50′29.15″E                                     |                   | QUI ABITAVA FERNANDO BECONCINI NATO 1902 ARRESTATO 21.11.1944 DEPORTATO MAUTHAUSEN ASSASSINANTO 2.3.1945                  | Fernando Beconcini (???, 1902 - Mauthausen, 2 marzo 1945), commerciante, arrestato nel novembre 1944 con l'accusa di sostenere i partigiani. Detenuto nel carcere di Genova prima del trasferimento a Bolzano da dove è deportato nel Reich il 14 dicembre. Muore a Melk il 2 marzo 1945. |
| 29 gennaio 2024   | Corso Nazionale angolo Via Parma                                                    |                   | QUI ABITAVA AL N.6 AGOSTINO VIRDIS NATO 1896 ARRESTATO 2.11.1944 DEPORTATO MAUTHAUSEN ASSASSINANTO 17.3.1945 GUSEN        | Agostino Virdis (???, 1896 - Gusen, 17 marzo 1945), impiegato archivista, arrestato il 22 novembre 1944, non si hanno notizie riguardo alle motivazioni, portato nelle stanze della caserma cittadina sede del XXI Reggimento Fanteria,, quindi a Genova e da Bolzano il primo febbraio 1945 è deportato a Mauthausen ed infine a Gusen, dove muore il 17 marzo 1945. |
| 29 gennaio 2024   | Corso Nazionale angolo Via Parma                                                    |                   | QUI ABITAVA AL N.6 GIOTTO PESCHIERA NATO 1924 ARRESTATO 15.10.1944 DEPORTATO MAUTHAUSEN ASSASSINANTO 8.3.1945 MELK        | Giotto Peschiera (Fornovo di Taro, 14 agosto 1924 -Melk, 8 marzo 1945), capostazione alla stazione di Migliarina, arrestato dalle Brigate Nere il 15 ottobre 1944 con l'accusa di collaborare con i partigiani è detenuto prima nella caserma cittadina sede del XXI Reggimento Fanteria,, quindi carcere genovese di Marassi a cui segue Bolzano da dove è deportato nel Reich con destinazione Mauthausen, matricola 114062. MUore a Melk l'8 marzo 1945. |
| 29 gennaio 2024   | Via Buonviaggio angolo Via Sarzana                                                  |                   | QUI FU ARRESTATO 24.11.1944 VITRUVIO RICCIARDI NATO 1927 DEPORTATO MAUTHAUSEN ASSASSINATO 18.4.1945 GUSEN                 | Vitruvio Ricciardi (???, 1927 - Gusen, 18 aprile 1945), operaio dell’OTO Melara, arrestato il 24 novembre 1944, non si hanno notizie a riguardo della motivazione, portato nelle stanze della caserma cittadina sede del XXI Reggimento Fanteria, seviziato e torturato prima del trasferimento a Marassi, quindi Bolzano e la deportazione, il primo febbraio 1945, a Mauthausen. Muore a Gusen il 18 aprile 1945. |
| 29 gennaio 2024   | Via XX settembre, 6 palazzo della Provincia e Prefettura 44°06′24.43″N 9°49′37.45″E |                   | QUI ERA IN SERVIZIO NICOLA AMODIO NATO 1898 ARRESTATO 23.11.1944 DEPORTATO 1944 MAUTHAUSEN ASSASSINATO 4.3.1945           | Nicola Amodio (Pizzo Calabro, novembre 1898 - Mauthausen, 4 marzo 1945), commissario di Polizia, con altri tre colleghi condivide la tragica sorte della deportazione. Arrestato il 23 novembre 1944 nel suo ufficio in Questura, accusato di favorire la Resistenza fornendo informazioni. Portato nelle stanze della caserma cittadina sede del XXI Reggimento Fanteria, interrogato e torturato prima del trasferimento al carcere genovese di Marassi, quindi Bolzano e la deportazione, il primo febbraio 1945, a Mauthausen dove muore il 4 marzo 1945. Dei quattro colleghi della Questura solo uno sopravviverà. |
| 29 gennaio 2024   | Via XX settembre, 6 palazzo della Provincia e Prefettura 44°06′24.43″N 9°49′37.45″E |                   | QUI ERA IN SERVIZIO LODOVICO VIGILANTE NATO 1882 ARRESTATO 23.11.1944 DEPORTATO 1944 MAUTHAUSEN ASSASSINATO 6.2.1945      | Lodovico Vigilante (Verona, 13 giugno 1882 - Mauthausen, 8 febbraio 1945), commissario di Polizia, con altri tre colleghi condivide la tragica sorte della deportazione. Arrestato in casa il 23 novembre 1944 accusato di accusato di favorire la Resistenza fornendo informazioni. Portato nelle stanze della caserma cittadina sede del XXI Reggimento Fanteria, interrogato e torturato prima del trasferimento al carcere genovese di Marassi durante il quale è spintonato procurandosi la frattura delle gambe. Trasferito a Bolzano il primo febbraio 1945 è deportato a Mauthausen dove muore il 6 febbraio 1945. Dei quattro colleghi della Questura solo uno sopravviverà.                                         |
| 29 gennaio 2024   | Via XX settembre, 6 palazzo della Provincia e Prefettura 44°06′24.43″N 9°49′37.45″E |                   | QUI ERA IN SERVIZIO ANNIBALE TONELLI NATO 1913 ARRESTATO 23.11.1944 DEPORTATO 1944 MAUTHAUSEN-GUSEN ASSASSINATO 31.3.1945 | Annibale Tonelli (La Spezia, 18 febbraio 1913 - Gusen, 31 marzo 1945), (1913), guardia di P.S. è arrestato il 26 novembre 1944 lungo il tragitto per la Questura, con altri tre colleghi condivide la tragica sorte della deportazione. Portato nelle stanze della caserma cittadina sede del XXI Reggimento Fanteria, interrogato e torturato per estorcergli i nomi di colleghi antifascisti. Trasferito al carcere genovese di Marassi, quindi Bolzano e la deportazione, il primo febbraio 1945, a Mauthausen. Muore a Gusen il 31 marzo 1945. Dei quattro colleghi della Questura solo uno sopravviverà. |
| 29 gennaio 2024   | Via XX settembre, 6 palazzo della Provincia e Prefettura 44°06′24.43″N 9°49′37.45″E |                   | QUI ERA IN SERVIZIO DOMENICO TOSETTI NATO 1924 ARRESTATO 18.10.1944 DEPORTATO 1944 MAUTHAUSEN-GUSEN LIBERATO              | Domenico Tosetti (La Spezia, 2 maggio 1924 - Mauthausen, 4 marzo 1945), guardia di P.S. arrestato il 18 ottobre 1944, con altri tre colleghi condivide la tragica sorte della deportazione. Trasferito al carcere genovese di Marassi, a cui segue Bolzano ed il primo febbraio 1945 è deportato a Mauthausen ed infine Gusen. Sopravvive al Lager ed è liberato, unico dei suoi colleghi. |
| 5 dicembre 2024   | Via Napoli, 92 44°06′31.36″N 9°48′55.23″E                                           |                   | QUI LAVORAVA ORESTE ORSETTI NATO 1898 ARRESTATO 24.11..1944 DEPORTATO MAUTHAUSEN ASSASSINATO 27.2.1945 GUSEN              | Oreste Orsetti (Beverino 19 novembre 1898 - Gusen, 27 febbraio 1945), oste, vedovo, due figli. Accusato di sostenere i partigiani fornendo loro generi alimentari, è arrestato nel novembre 1944. Portato nelle stanze della caserma cittadina sede del XXI Reggimento Fanteria, diventato dopo l'armistizio dell'8 settembre 1943 luogo di tortura e carcere fascista, trasferito poi al carcere genovese di Marassi, quindi Bolzano prima della deportazione nel Reich del 1º febbraio 1945 con destinazione Mauthausen, classificato "Pol" – (Politisch) "Triangolo Rosso". Trasferito infine a Gusen dove muore il 27 febbraio 1945.                                                                                      |
| 5 dicembre 2024   | Via Emanuele Gianturco, 25 (75) 44°06′43.41″N 9°50′26.47″E                          |                   | QUI LAVORAVA SILVIO PARDINI NATO 1908 ARRESTATO 21.11..1944 DEPORTATO MAUTHAUSEN ASSASSINATO 13.3.1945 GUSEN              | Silvio Pardini (La Spezia, 23 luglio 1908 - Gusen, 13 marzo 1945), meccanico motorista navale, coniugato con Ada Rinelli, due figli. Arrestato nel corso del "grande rastrellamento" al quartiere spezzino di Migliarina, è imprigionato nella caserma cittadina sede del XXI Reggimento Fanteria,, in seguito al carcere genovese di Marassi, quindi Bolzano prima della deportazione nel Reich con destinazione Mauthausen, classificato "Pol" – (Politisch) "Triangolo Rosso". Trasferito infine a Gusen muore il 13 marzo 1945. |
| 5 dicembre 2024   | Piazza Falcone e Borsellino, 1 ingresso Casa Circondariale 44°07′23.2″N 9°50′12.7″E |                   | QUI LAVORAVA EFISIO RACCIS NATO 1904 ARRESTATO 23.11..1944 DEPORTATO MAUTHAUSEN ASSASSINATO 23.3.1945 GUSEN               | Efisio Raccis (Mandas, 15 gennaio 1904 - Gusen, 23 marzo 1945), Brigadiere del Corpo degli agenti di custodia nel carcere di La Spezia, coniugato con Matilde Gessa, tre figli. Accusato di appartenere al CLN cittadino e di azioni armate, è arrestato il 26 novembre 1944. Incarcerato nella caserma cittadina sede del XXI Reggimento Fanteria,, in seguito al carcere genovese di Marassi, quindi Bolzano prima della deportazione nel Reich con destinazione Mauthausen, classificato "Pol" – (Politisch) "Triangolo Rosso". Trasferito infine a Gusen muore il 23 marzo 1945. |
| 5 dicembre 2024   | Stradone D'Oria, 107 44°07′19.8″N 9°50′36.48″E                                      |                   | QUI ABITAVA FRANCO CETRELLI NATO 1930 ARRESTATO 17.10.1944 DEPORTATO MAUTHAUSEN ASSASSINATO 22.4.1945                     | Franco Cetrelli (La Spezia, 24 dicembre 1930 - , 22 aprile 1945), garzone in uno studio fotografico, figlio di Pietro e Norina Leporini, terzo di quattro fratelli. All'arresto del titolare dello studio per attività antifascista del settembre 1944, fa seguito il proprio, il 17 ottobre, nonostante il tentativo della madre di sottrarlo, nascondendolo, alle ricerche ossessive dei fascisti che lo ritengono fiancheggiatore di attività antifasciste. Imprigionato nella locale Caserma XXI Reggimento Fanteria, è poi trasferito a Bolzano prima della deportazione nel Reich con destinazione Mauthausen. Assassinato per fucilazione il 22 aprile 1945.                                                           |
| 5 dicembre 2024   | Viale Italia, 438 44°07′10.71″N 9°50′43.26″E                                        |                   | QUI ABITAVA ALFREDO MACCIONE NATO 1911 ARRESTATO 3.10.1944 DEPORTATO MAUTHAUSEN ASSASSINATO 17.2.1945 MELK                | Alfredo Maccione (La Spezia, 2 ottobre 1911 - Melk , 17 febbraio 1945), autista, coniugato con Maria Baldassarre, una figlia. Arrestato nell'ottobre 1944, rinchiuso nella locale Caserma XXI Reggimento Fanteria, quindi al carcere genovese di Marassi, a cui segue Bolzano prima della deportazione nel Reich con destinazione Mauthausen. Trasferito infine al campo di Melk dove muore 17 febbraio 1945. |
| 5 dicembre 2024   | Via Sarzana, 198 44°07′21.56″N 9°50′55.92″E                                         |                   | QUI ABITAVA GIOVANNI ARMANDO CHIOCCA NATO 1892 ARRESTATO 1.10..1944 DEPORTATO MAUTHAUSEN ASSASSINATO 17.4.1945 MELK       | Giovanni Armando Chiocca (La Spezia, 2 giugno 1892 - Melk, 17 aprile 1945), barbiere nel quartiere di Migliarina, coniugato con Carina Maccione, quattro figli tra i quali Ernesto: partigiano, deportato col padre a Mauthausen. Arrestato nella sua abitazione in quanto padre di un partigiano, è imprigionato nella locale Caserma XXI Reggimento Fanteria, quindi al carcere genovese di Marassi, a cui segue Bolzano prima della deportazione nel Reich con destinazione Mauthausen, classificato "Pol" – (Politisch) "Triangolo Rosso". Trasferito infine al campo di Melk dove muore il 17 aprile 1945. |
| 5 dicembre 2024   | Via Lunigiana, 586 44°07′20″N 9°50′24.32″E                                          |                   | QUI ABITAVA SILVIO COSTA NATO 1891 ARRESTATO 21.11.1944 DEPORTATO MAUTHAUSEN ASSASSINATO 11.3.1945 GUSEN                  | Silvio Costa (La Spezia, 5 ottobre 1891 - Gusen, 11 marzo 1945), antifascista, impiegato delle Poste italiane, coniugato con Genoveffa Bronzi. Arrestato nel corso del "grande rastrellamento" al quartiere spezzino di Migliarina, è imprigionato nella caserma cittadina sede del XXI Reggimento Fanteria,, in seguito al carcere genovese di Marassi, quindi Bolzano prima della deportazione nel Reich con destinazione Mauthausen, classificato "Pol" – (Politisch) "Triangolo Rosso". Trasferito infine a Gusen muore l'11 marzo 1945. |
| 5 dicembre 2024   | Via Ticino, 78 44°07′42.37″N 9°50′52.51″E                                           |                   | QUI ABITAVA FABIO LUCIANO BONATI NATO 1922 ARRESTATO 24.9.1944 DEPORTATO MAUTHAUSEN ASSASSINATO 25.4.1945                 | Fabio Luciano Bonati (La Spezia, 2 novembre 1922 - Mauthausen, 25 aprile 1945), fabbro, all'arresto è imprigionato nella caserma cittadina sede del XXI Reggimento Fanteria,, in seguito al carcere genovese di Marassi, quindi Bolzano prima della deportazione nel Reich con destinazione Mauthausen, classificato "Pol" – (Politisch) "Triangolo Rosso". Muore al campo il 25 aprile 1945. |

## Provincia di Savona

### Albenga
La città di Albenga ospita due pietre d'inciampo a ricordo dei concittadini vittime dell'Eccidio di Fossoli.
| Pietra d'inciampo | Pietra d'inciampo                                                        | Pietra d'inciampo | Pietra d'inciampo                                                                                                | Note biografiche |
| Data di posa      | Luogo di posa                                                            | Stolpersteine     | Incisione | Note biografiche |
| ----------------- | ------------------------------------------------------------------------ | ----------------- | --- | --- |
| 29 aprile 2025    | Via al Piemonte, 107 località Leca di Albenga 44°03′36.14″N 8°10′57.42″E |                   | QUI ABITAVA EZIO DOLLA NATO 1923 ARRESTATO 1944 INTERNATO FOSSOLI ASSASSINATO 12.7.1944 CIBENO DI CARPI          | Ezio Dolla (Albenga, 26 giugno 1923 - Poligono di tiro di Cibeno, Carpi, 12 luglio 1944), ortolano, celibe, partigiano tra le fila della "IV Divisione Alpina Piemonte". Internato a Fossoli presumibilmente dalla fine di giugno, è tra le 67 vittime dell'Eccidio di Fossoli del 12 luglio 1944. |
| 29 aprile 2025    | Piazza Torlaro, 7 44°02′59.96″N 8°12′44.3″E                              |                   | QUI ABITAVA EMILIO BALETTI NATO 1888 ARRESTATO 24.5.1944 INTERNATO FOSSOLI ASSASSINATO 12.7.1944 CIBENO DI CARPI | Emilio Baletti (Castelnuovo Don Bosco, 31 luglio 1888 - Poligono di tiro di Cibeno, Carpi, 12 luglio 1944), lattoniere, detto "Milio", socialista assessore a Chieri, subisce un primo arresto nel 1921. nel 1923 si trasferisce con la moglie Luigina Capra ad Albenga dove continua l'attivismo clandestino intensificandolo dopo l'armistizio dell'8 settembre 1943. In seguito a delazione è prelevato a casa il 24 maggio 1944 e incarcerato e torturato prima ad Oneglia quindi Genova prima dell'inernamento a Fossoli dei primi di giugno. Tra le vittime dell'eccidio di Fossoli del 12 luglio 1944. |

### Albisola Superiore
Ad Albisola Superiore sono posate due pietre d'inciampo in memoria dei fratelli Vezzolla, Angelo Francesco e Eugenio.
| Pietra d'inciampo | Pietra d'inciampo                           | Pietra d'inciampo | Pietra d'inciampo | Note biografiche                                                                         |
| Data di posa      | Luogo di posa                               | Stolpersteine     | Incisione | Note biografiche                                                                         |
| ----------------- | ------------------------------------------- | ----------------- | --- | ---------------------------------------------------------------------------------------- |
| 04 febbraio 2025  | Piazza Mameli, 1 44°20′18.04″N 8°30′35.25″E |                   | QUI ABITAVA ANGELO FRANCESCO VEZZOLLA NATO 1901 ARRESTATO 15.11.1944 INTERNATO BOLZANO DEPORTATO 1944 MAUTHAUSEN AUSCHWITZ. FLOSSENBÜRG ASSASSINATO 21.3.1945 LEONBERG-NATZWEILER | Angelo Francesco Vezzolla (Albisola Superiore, 1 marzo 1901 - Natzweiler, 21 marzo 1945) |
| 04 febbraio 2025  | Piazza Mameli, 1 44°20′18.04″N 8°30′35.25″E |                   | QUI ABITAVA EUGENIO VEZZOLLA FABBRO NATO 1906 ARRESTATO 15.11.1944 INTERNATO BOLZANO DEPORTATO 1944 AUSCHWITZ MORTO 5.5.1945 MAUTHAUSEN                                           | Eugenio Vezzolla (Albisola Superiore, 1 aprile 1901 - Mauthausen, 5 maggio 1945)         |

### Celle Ligure
Il comune di Celle Ligure accoglie ufficialmente una pietra d'inciampo dal 27 gennaio 2023.
| Pietra d'inciampo | Pietra d'inciampo                  | Pietra d'inciampo | Pietra d'inciampo                                                                            | Note biografiche |
| Data di posa      | Luogo di posa                      | Stolpersteine     | Incisione                                                                                    | Note biografiche |
| ----------------- | ---------------------------------- | ----------------- | -------------------------------------------------------------------------------------------- | --- |
| 27 gennaio 2023   | Via Trento 14 44.34037°N 8.54248°E |                   | QUI ABITAVA ANGELO ARECCO NATO 1900 ARRESTATO 1.3.1944 DEPORTATO GUSEN ASSASSINATO 23.4.1945 | Angelo Arecco (???, 19 giugno 1900 - Gusen, 23 aprile 1945) nacque il 19 giugno del 1900 e venne arrestato il primo marzo del 1944 per aver aderito a uno sciopero. Fu portato in Germania e morì nel campo di concentramento di Gusen, sotto campo di Mauthausen in Austria, il 23 aprile 1945. |

### Finale Ligure
Finale Ligure accoglie ufficialmente 4 pietre d'inciampo, la prima delle quali venne posata il 21 gennaio 2019. Il progetto di Finale Ligure, iniziato da Teo De Luigi, regista e autore finalese è basato sulla collaborazione del comune con le sezioni provinciali di ANPI ed ANED. 
Alla posa del 21 gennaio 2019 erano presenti diversi parenti dei quattro finalesi ricordati nelle targhe, il sindaco Ugo Frascherelli, l'assessore della cultura Claudio Casanova ed altri rappresentanti dell'amministrazione; inoltre parteciparono alcuni esponenti di ANPI ed ANED, oltre che studenti delle scuole di Finale Ligure. La collocazione è stata accompagnata dalla violoncellista Martina Romano, che ha eseguito arie di Bach.
| Pietra d'inciampo | Pietra d'inciampo                                | Pietra d'inciampo | Pietra d'inciampo                                                                                       | Note biografiche |
| Data di posa      | Luogo di posa                                    | Stolpersteine     | Incisione                                                                                               | Note biografiche |
| ----------------- | ------------------------------------------------ | ----------------- | --- | --- |
| 21 gennaio 2019   | Via Cristoforo Colombo, 9 44.170278°N 8.347677°E |                   | QUI ABITAVA ANTONIO ARNALDI NATO 1925 ARRESTATO 1.3.1944 DEPORTATO MAUTHAUSEN LIBERATO                  | Antonio Arnaldi (Finale Ligure, 1925 - ???, 2015). Il 1º marzo 1944, in seguito a uno sciopero generale in tutta Italia, fu arrestato dai carabinieri a casa sua, di notte. Lo portarono prima all’Ospizio Morello e poi a Genova alla Villa di Negro. Successivamente fu trasferito al carcere di San Vittore a Milano e poi a Bergamo. Da lì venne caricato su carri bestiame e deportato al campo di concentramento di Mauthausen (numero di matricola 58673). Durante la prigionia venne costretto ai lavori forzati nel sottocampo Gusen 1 e 2, oltre a dover lavorare per Steyr e per la Messerschmitt. Fu liberato il 5 maggio 1945 e tornò in patria. Morì nel 2015. |
| 21 gennaio 2019   | Via Tommaso Pertica, 16 44.169216°N 8.343703°E   |                   | QUI ABITAVA GIOVANNI FRATTINI NATO 1917 ARRESTATO 1.3.1944 DEPORTATO 1944 MAUTHAUSEN LIBERATO           | Giovanni Frattini (???, 1917 - ???, ???). Era il fratello di Italo Frattini. È stato arrestato il 1º marzo 1944 dopo uno sciopero generale in tutta Italia. Fu deportato dal regime Nazista al campo di concentramento di Mauthausen. È riuscito a sopravvivere e fu liberato nel maggio 1945. Nel 2015 gli è stata dedicata una sala del nuovo edificio della Croce Bianca a Finale Ligure. |
| 21 gennaio 2019   | Via Tommaso Pertica, 16 44.169216°N 8.343703°E   |                   | QUI ABITAVA ITALO FRATTINI NATO 1914 ARRESTATO 1.3.1944 DEPORTATO MAUTHAUSEN ASSASSINATO 30.7.1944      | Italo Frattini (???, 26 ottobre 1914 - Gusen, 30 luglio 1944). Era il fratello di Giovanni Frattini. È stato arrestato il 1º marzo 1944 dopo uno sciopero generale in tutta Italia. Fu assassinato dal regime Nazista il 30 luglio 1944 a Gusen, in un sottocampo del Campo di concentramento di Mauthausen. Il suo nome si trova sulla targa dei Caduti nei lager 1943-1945 (apposta sulla casa in Via Pertica 45 di Finale Ligure) ed anche su una lapide apposta sulla facciata del palazzo comunale. |
| 21 gennaio 2019   | Vico Serra, 2 44.170122°N 8.346515°E             |                   | QUI ABITAVA GOFFREDO SCACCIOTTI NATO 1894 ARRESTATO 1.3.1944 DEPORTATO MAUTHAUSEN ASSASSINATO 4.12.1944 | Goffredo Scacciotti (Rio Marina, 26 giugno 1894 - castello di Hartheim, 10 aprile 1944). Il suo nome si trova sulla targa dei Caduti nei lager 1943-1945 (apposta sulla casa in Via Pertica 35 di Finale Ligure) ed anche su una lapide apposta sulla facciata del Palazzo Comunale. |

### Laigueglia
A Laigueglia è presente una pietra d'inciampo, collocata l'8 giugno 2022.
| Pietra d'inciampo | Pietra d'inciampo                            | Pietra d'inciampo | Pietra d'inciampo                                                                                     | Note biografiche |
| Data di posa      | Luogo di posa                                | Stolpersteine     | Incisione                                                                                             | Note biografiche |
| ----------------- | -------------------------------------------- | ----------------- | --- | --- |
| 8 giugno 2022     | Piazza Garibaldi, 1 43°58′46.9″N 8°09′31.7″E |                   | QUI LAVORAVA EGIDIO PAVIA NATO 1879 ARRESTATO 15.4.1944 DEPORTATO AUSCHWITZ 1943 ASSASSINATO 2.8.1944 | Egidio Pavia (Gorizia, 24 aprile 1879 - Auschwitz, 6 agosto 1944), ebreo, figlio di Abramo ed Emilia Rocca, farmacista a Laigueglia, coniugato con Santa Maria Holyar. Arrestato il 15 aprile 1944, dal carcere di Genova è trasferito a Fossoli, da dove il 2 agosto è deportato nel Reich con destinazione Auschwitz. Assassinato al suo arrivo al campo, 6 agosto 1944. |